# Jacques Marin
Pour les articles homonymes, voir Marin.
Ne doit pas être confondu avec Jacques Martin.
Jacques Marin, né le 9 septembre 1919 dans le 11e arrondissement de Paris et mort le 10 janvier 2001 à Cannes, est un acteur français.

## Biographie

### Carrière
Ancien élève du Conservatoire national supérieur d'art dramatique de Paris, sa carrière cinématographique démarre vraiment en 1951 grâce à son rôle dans Jeux interdits.
Il tourne pas moins de 18 films avec son ami Jean Gabin.
Physiquement proche du stéréotype français, avec sa rondeur bougonne et sa moustache en brosse, il a joué dans de nombreuses productions américaines. Il maîtrise en effet parfaitement l'anglais, grâce à son épouse Patricia Hutchinson.

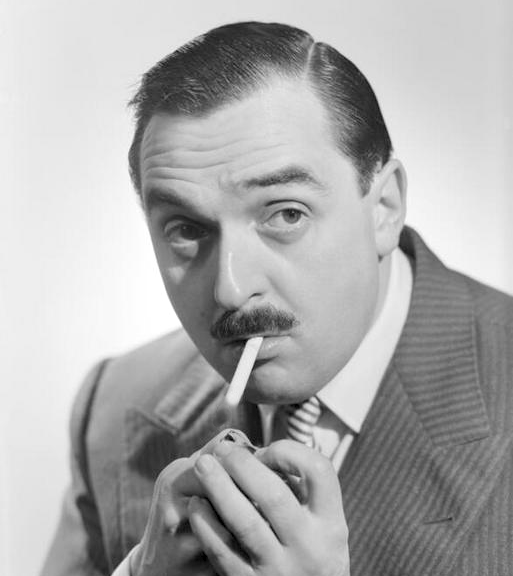
Jacques Marin en 1957 (Studio Harcourt).

Cela lui permettra d'approcher de nombreuses stars, telles que Marlon Brando, Audrey Hepburn, Cary Grant, Errol Flynn, Orson Welles, Burt Lancaster, Julie Andrews, Dustin Hoffman, Michael Caine, Anthony Quinn... Il doublera également de nombreux films américains en français, et notamment des dessins animés de Walt Disney.
En 1963, il joue le rôle du père dans la première réalisation de Claude Berri, Le Poulet, qui sera récompensée par une distinction au festival de Venise et un Oscar à Hollywood.
Il a joué aussi dans de nombreuses pièces de théâtre, diffusées à la télévision dans Au théâtre ce soir, et dans des séries télévisées comme Les Cinq Dernières Minutes.
Les cinéphiles le reconnaîtront dans le rôle de l'épicier collaborateur dans Mais où est donc passée la septième compagnie ?
Il fut l'un des fondateurs de l'Adami, association qui défend les droits des artistes.
Il habita longtemps à Meudon, dans les Hauts-de-Seine, avant de se rendre sur la Côte d'Azur à Mouans-Sartoux.
En 1994, le cinéaste Gérard Courant l'a filmé pour sa série cinématographique Cinématon. Il est le numéro 1650 de la collection. C'est sa dernière apparition au cinéma.

### Vie privée
Marié avec Patricia Hutchinson (1931-2022), il a deux filles : Hélène (née en 1955) et Valérie (née en 1956).
En 1967, il achète un grand terrain au hameau de Reculet à Rochefort-en-Yvelines où il fait bâtir sa maison.

### Décès
Il meurt à 81 ans, le 10 janvier 2001, dans une clinique cannoise des suites d'un œdème du poumon.
Il est inhumé dans le cimetière du Grand Jas à Cannes.

## Filmographie

### Cinéma

#### Années 1940
- 1946 : Le Beau Voyage de Louis Cuny - Un mauvais garçon
- 1948 : L'assassin est à l'écoute de Raoul André - le barman

#### Années 1950
- 1950 : Dieu a besoin des hommes de Jean Delannoy
- 1950 : Le Mystérieux colonel Barclay, court métrage de Jacques Vilfrid
- 1951 : Seul dans Paris : de Hervé Bromberger un homme du village
- 1952 : Jeux interdits de René Clément - Georges Dollé
- 1952 : Nous sommes tous des assassins d’André Cayatte
- 1953 : Quitte ou double de Robert Vernay - Lucien
- 1953 : Un jour comme les autres, court métrage de Georges Rouquier - Pierrot
- 1954 : Faites-moi confiance de Gilles Grangier - Bob
- 1954 : Avant le déluge d’André Cayatte - L'ouvrier à bicyclette
- 1954 : J'y suis... j'y reste de Maurice Labro
- 1954 : Papa, Maman, la Bonne et moi de Jean-Paul Le Chanois - Le voisin
- 1955 : Si Paris nous était conté de Sacha Guitry -  Un gardien de prison
- 1955 : Papa, maman, ma femme et moi de Jean-Paul Le Chanois - Le garagiste
- 1955 : Ça va barder de John Berry
- 1955 : Sur le banc de Robert Vernay - Le policier qui court après La Hurlette et Carmen
- 1955 : Le Dossier noir d’André Cayatte - Un policier
- 1955 : Les Évadés de Jean-Paul Le Chanois - Un prisonnier
- 1955 : French Cancan de Jean Renoir - Un homme dans la file d'attente
- 1955 : La Rue des bouches peintes de Robert Vernay - Le commissaire
- 1955 : Les Hommes en blanc de Ralph Habib
- 1955 : Gas-oil de Gilles Grangier - Le gendarme
- 1955 : L'Amant de lady Chatterley de Marc Allégret - Un homme du pub
- 1956 : Des gens sans importance d’Henri Verneuil - Le routier qui fesse Clotilde
- 1956 : Marie-Antoinette de Jean Delannoy - Un crieur de journaux
- 1956 : Mon curé chez les pauvres d’Henri Diamant-Berger
- 1956 : Ces sacrées vacances de Robert Vernay - L'automobiliste
- 1956 : Le Sang à la tête de Gilles Grangier - L'agent de police
- 1956 : Paris, Palace Hôtel d’Henri Verneuil - Le livreur de fleurs
- 1956 : La Traversée de Paris de Claude Autant-Lara Le patron du restaurant
- 1956 : Cette sacrée gamine de Michel Boisrond - Un gendarme
- 1956 : Reproduction interdite de Gilles Grangier
- 1957 : Le rouge est mis de Gilles Grangier - Un flic de garde
- 1957 : À Paris tous les deux - (Paris holiday) de Gerd Oswald
- 1957 : Les femmes sont marrantes d’André Hunebelle - Le taxi
- 1957 : Les Vendanges (The Vintage) de Jeffrey Hayden
- 1957 : Le Coin tranquille de Robert Vernay
- 1957 : Porte des Lilas de René Clair - L'inspecteur qui enquête sur le vol chez l'épicier
- 1957 : Une Parisienne de Michel Boisrond - Le motard
- 1957 : Montparnasse 19 de Jacques Becker - Le patron du café
- 1958 : Les Misérables de Jean-Paul Le Chanois : Le messager (dans la première époque)
- 1958 : La Tour, prends garde ! de Georges Lampin
- 1958 : Le Désordre et la Nuit de Gilles Grangier - Le garçon de café bavard
- 1958 : En cas de malheur de Claude Autant-Lara - Le réceptionniste du Trianon-Hôtel
- 1958 : Les Racines du ciel (Roots of Heaven) de John Huston - Cerisot
- 1958 : Le Miroir à deux faces d’André Cayatte - Un professeur
- 1958 : Le Temps des œufs durs de Norbert Carbonnaux - Le pêcheur
- 1958 : Trois Jours à vivre de Gilles Grangier : le gendarme
- 1958 : Les Tricheurs de Marcel Carné - Monsieur Félix
- 1958 : Madame et son auto de Robert Vernay - Monsieur Rouille
- 1958 : Le Joueur de Claude Autant-Lara
- 1959 : Archimède le clochard de Gilles Grangier - Mimile, un habitué du café
- 1959 : Rue des prairies de Denys de La Patellière - Monsieur Mauduis
- 1959 : Maigret et l'affaire Saint-Fiacre de Jean Delannoy - Albert, le chauffeur de la comtesse
- 1959 : Guinguette de Jean Delannoy - Albert
- 1959 : Drôles de phénomènes de Robert Vernay - L'inspecteur
- 1959 : Croquemitoufle ou Les Femmes des autres de Claude Barma - Le contrôleur
- 1959 : La Bête à l'affût de Pierre Chenal - Le contrôleur routier
- 1959 : Match contre la mort de Claude Bernard-Aubert

#### Années 1960
- 1960 : Les Vieux de la vieille de Gilles Grangier - Le brigadier de gendarmerie dont la chaîne de vélo a sauté
- 1960 : La Française et l'Amour, sketch Le Mariage de René Clair - Le contrôleur
- 1960 : Drame dans un miroir (Crack in the Mirror) de Richard Fleischer - Le gardien
- 1960 : Pantalaska de Paul Paviot - Monsieur Tropman
- 1960 : Monsieur Suzuki de Robert Vernay
- 1960 : Vers l'extase de René Wheeler - Le boucher
- 1960 : Au cœur de la ville de Pierre Gautherin
- 1961 : Le Président d’Henri Verneuil - Gaston, le chauffeur de car
- 1961 : Le cave se rebiffe de Gilles Grangier - L'inspecteur Larpin, de la police mondaine
- 1961 : Le Général ennemi (The Ennemy General) de George Sherman - Marceau
- 1961 : Le Grand Risque (The Big Gamble) de Richard Fleischer - L'employé de l'hôtel
- 1961 : Arrêtez les tambours de Georges Lautner - L'épicier
- 1961 : Le Monocle noir de Georges Lautner - Trochu
- 1961 : La Pendule à Salomon de Vicky Ivernel
- 1962 : Le Gentleman d'Epsom de Gilles Grangier - Raoul, le boucher turfiste
- 1962 : Gigot, le clochard de Belleville (Gigot) de Gene Kelly - Jean
- 1962 : Le Couteau dans la plaie d’Anatole Litvak - Le commissaire
- 1962 : La Belle des îles (Tiara Tahiti) de Ted Kotcheff - Desmoulins
- 1962 : Portrait-robot de Paul Paviot
- 1963 : Charade de Stanley Donen - L'inspecteur Édouard Grandpierre
- 1963 : Le Glaive et la Balance d'André Cayatte - Un gendarme
- 1963 : Méfiez-vous, mesdames d’André Hunebelle
- 1963 : Le Poulet, court métrage de Claude Berri
- 1964 : Le Train de John Frankenheimer et Bernard Farrel - Jacques, le chef de gare de Rive-Reine
- 1964 : Françoise ou la Vie conjugale d’André Cayatte
- 1964 : Vacances pour Ivette (Vacaciones para Ivette) de José María Forqué
- 1965 : Fantomas se déchaîne d’André Hunebelle - L'agent de police ferroviaire
- 1965 : Humour noir, sketch La Bestiole de Claude Autant-Lara
- 1965 : Les Bons Vivants, sketch La Fermeture de Gilles Grangier - L'acquéreur du mobilier de la maison close
- 1966 : Comment voler un million de dollars (How to steal a million) de William Wyler - Le gardien-chef du musée
- 1966 : Paris au mois d'août de Pierre Granier-Deferre - Bouvreuil
- 1966 : Les Centurions (Lost Command) de Mark Robson - Le maire coléreux à qui on prend son hélicoptère
- 1966 : Le Plus Vieux Métier du monde, sketch Aujourd'hui de Claude Autant-Lara - L'agent de police
- 1966 : La Vingt-cinquième Heure d’Henri Verneuil - Le sergent Dobresco
- 1968 : La Motocyclette (The Girl on a Motorcycle) de Jack Cardiff - Le pompiste
- 1968 : L'Homme à la Buick de Gilles Grangier - Un déménageur
- 1969 : La Nuit du lendemain (The Night of the Following Day) d’Hubert Cornfield et Richard Boone - Le patron du café
- 1969 : La Fiancée du pirate de Nelly Kaplan - Félix Lechat
- 1969 : La Folle de Chaillot (The Mad-woman of Chaillot) de Bryan Forbes - Scène coupée au montage
- 1969 : Trois Hommes sur un cheval de Marcel Moussy - Fernand

#### Années 1970
- 1970 : Hello, Goodbye (Hello Goodbye) de Jean Negulesco
- 1970 : Darling Lili (Darling Lili) de Blake Edwards - Le major Duval
- 1971 : Mourir d'aimer d’André Cayatte - Le correspondant
- 1971 : Le drapeau noir flotte sur la marmite de Michel Audiard - Antoine Simonet, chef de train S.N.C.F
- 1971 : Jo de Jean Girault - Andrieux, un policier chercheur
- 1971 : Le Cinéma de papa de Claude Berri - L'acteur jouant le chef de gare
- 1971 : Le Petit Matin de Jean-Gabriel Albicocco - La Bouhère
- 1973 : Shaft contre les trafiquants d'hommes (Shaft in Africa) de John Guillermin - L'inspecteur Cusset
- 1973 : Mais où est donc passée la septième compagnie ? de Robert Lamoureux - L'épicier français collaborateur
- 1974 : L'Île sur le toit du monde (Island at the Top of the World) de Robert Stevenson - Le capitaine Brieux
- 1974 : Les murs ont des oreilles de Jean Girault - Lucas
- 1974 : Vos gueules, les mouettes ! de Robert Dhéry - Le porte-bannière
- 1974 : Les "S" pions (S.P.Y.S) d’Irvin Kershner - Lafayette
- 1974 : Impossible... pas français de Robert Lamoureux - Dussautoy
- 1975 : Bons baisers de Hong Kong d’Yvan Chiffre - Le gradé de la police
- 1975 : Opération Lady Marlène de Robert Lamoureux - Le bistrot
- 1975 : Flic Story de Jacques Deray - Le patron de l'auberge de Saint-Rémy
- 1975 : Catherine et compagnie de Michel Boisrond - Le patron de l'agence de location de voitures
- 1976 : Marathon Man (Marathon Man) de John Schlesinger - Leclerc
- 1976 : L'Année sainte de Jean Girault - Moreau, le gardien de prison
- 1976 : Le Jour de gloire de Jacques Besnard - Le patron du bistrot
- 1977 : Le mille-pattes fait des claquettes de Jean Girault - L'inspecteur de police
- 1977 : La Coccinelle à Monte-Carlo (Herbie Goes to Monte-Carlo) de Vincent McEveety - L'inspecteur Bouchet
- 1978 : L'Horoscope de Jean Girault - J.L. Beauché
- 1978 : La Grande Cuisine (Who Is Killing the Great Chefs of Europe?) de Ted Kotcheff - Masseret
- 1978 : Général... nous voilà ! de Jacques Besnard - Mac Goland
- 1979 : Grandison d’Achim Kurz

#### Années 1980
- 1981 : Ach du lieber Harry de Jean Girault - Un haut dignitaire
- 1982 : Te marre pas... c'est pour rire ! de Jacques Besnard - Albert, le chauffeur

#### Années 1990
- 1991 : Une étoile pour deux (A Star for Two) de Jim Kaufman
- 1994 : Cinématon no 1650 de Gérard Courant - Lui-même

### Télévision
- 1952 : La Grammaire de Bernard Hecht
- 1952 : La parole est au prophète de Bernard Hecht
- 1953 : Amédée et les messieurs en rang de Jean-Paul Carrère
- 1954 : Arlequin poli par l'amour de Jean Kerchbron
- 1954 : Le Barbier de Séville de Marcel Bluwal
- 1955 : Le Locataire du troisième sur la cour de Marcel Cravenne
- 1955 : Les enquêtes du commissaire Prévost de Vicky Ivernel (l'inspecteur Lacoste)
- 1956 : La Belle Hélène de Stellio Lorenzi
- 1956 : Anatole a tenu parole de Denise Billon
- 1957 : Équateur de Jean-Paul Carrère
- 1957 : Les Fiancés du paradis de Roger Iglésis
- 1957 : Si c'était vous de Marcel Bluwal
- 1958 : L'Étrange Histoire de Gaspard Hauser de Stellio Lorenzi
- 1958 : Les Taureaux de Claude Dagues
- 1959 : En votre âme et conscience, épisode L'affaire Troppmann : Auzusse
- 1959 : En votre âme et conscience, épisode L'affaire Danval : Le commissaire de police
- 1959 : Angélica a a  de Roger Iglésis
- 1959 : L'Affaire Danval de Claude Barma
- 1959 : L'Affaire Troppman de Claude Barma
- 1959 : La Station Champbaudet de René Lucot
- 1959 : Vol de nuit de Pierre Badel
- 1959 : Les Aventures d'Oscar feuilleton en 13 épisodes de 26 min de Bernard Roland - Boniface
- 1960 : La Fable du secret bien gardé de Guy Lessertisseur
- 1960 : La Grammaire de René Lucot
- 1960 : L'Homme à l'oreille cassée de Vicky Ivernel
- 1960 : Lazarillo d'après le roman anonyme espagnol La Vie de Lazarillo de Tormes, réalisation Claude Loursais
- 1960 : Le Sire de Vergy de Claude Loursais
- 1960 : Cyrano de Bergerac de Claude Barma - Montfleury
- 1961 : Les Mystères de Paris de Marcel Cravenne
- 1961 : La cagnotte de Stellio Lorenzi
- 1961 : Silence de mort de Roger Iglésis
- 1961 : La justice du Corregidor de Pierre Nivollet
- 1962 : Le Théâtre de la jeunesse : Gavroche d'après Les Misérables de Victor Hugo, réalisation Alain Boudet
- 1962 : Les Cinq Dernières Minutes, épisode Le Tzigane et la Dactylo de Pierre Nivollet - Marcel Pomarat
- 1962 : L'inspecteur Leclerc enquête de Marcel Bluwal, épisode : L'inspecteur Leclerc enquête : Bihan
- 1962 : Les Cinq Dernières Minutes de Pierre Nivollet, épisode : Un mort à la une (série télévisée) - Le cafetier
- 1963 : La Case de l'oncle Tom de Jean-Christophe Averty - Haley
- 1963 : L'Affaire du courrier de Lyon de Stellio Lorenzi - Champaul
- 1963 : Les Forêts en Septembre de Marc Chevillot
- 1963 : Collin's and co de André Leroux
- 1963 : Un coup dans l'aile de Claude Barma - Le barman
- 1963 : Million dollar dress "Make room for daddy" de William Asher et Sheldon Leonard - Marcel
- 1965 : Une nuit sans lendemain de Roger Iglésis
- 1965 : A la corne d'Isard de Jacques Villa
- 1965 : Vol de tableaux "De nos envoyés spéciaux" de Jean-Marie Coldefy
- 1965 : Le Dernier Jour "Histoire d'hommes" de Louis Grospierre
- 1966 : L'Affaire du vieux tableau "Allo police" de Roger Iglésis
- 1966 : Le parfum de la dame en noir de Yves Boisset - Bernier
- 1967 : La Cigale de Guy Lessertisseur
- 1968 : Une femme de trop "Valérie et l'aventure" de Robert Vernay
- 1968 : Peinture fraiche de Guy Labourasse
- 1969 : La Noce tragique "Les cavaliers de la route" de Paul Paviot
- 1969 : Cognac, le flambé au cognac "Trois étoiles" de Maurice Regamey
- 1969 : Orléanais, la poule au pot "Trois étoiles" de Maurice Regamey
- 1969 : Saint-Tropez, la bouillabaise "Trois étoiles" de Maurice Regamey
- 1969 : Touraine, le filet de bœuf en brioche "Trois étoiles" de Maurice Regamey
- 1971 : Le père Noël est en prison de Pierre Gautherin
- 1972 : Les Chemins de fer de Daniel Georgeot - Ginginet
- 1972 : Pont dormant - feuilleton en 25 épisodes de 13 min de Fernand Marzelle - M.. Lenoir, père
- 1973 : Le Double Assassinat de la rue Morgue de Jacques Nahum - Le commissaire Amiot
- 1973 : La Porteuse de pain -Feuilleton en 13 épisodes de 26 min de Marcel Camus - Ricoux
- 1974 : Le commissaire est bon enfant de Jean Bertho
- 1974 : Aux innocents les mains pleines "Malaventure" de Joseph Drimal - Chatelard
- 1975 : Le Pèlerinage - Feuilleton en 24 épisodes de 13 min de Henri Colpi - Kuirin
- 1975 : Starsky et Hutch - voix diverses
- 1976 : Comme du bon pain, série télévisée de Philippe Joulia, le maire Pradel
- 1980 : L'Épreuve de Alain Dhouailly - Roger
- 1980 : La Plume de Robert Valey - Le maire
- 1980 : Prince ou pitre "Les amours des années folles" de Philippe Galardi - Sapignouf
- 1981 : Chambre 17 de Philippe Ducrest - Le chef de discrit de l'E.D.F
- 1981 : Le Tour du monde en 80 jours (La vuelta al mundo de Willy Fog) - Feuilleton en 26 épisodes de 24 min de Luis Ballester-Bustos et Fumio Kurokawa - La voix française de Fix
- 1983 : Bel-Ami Diffusé en trois épisodes de 90 min, de Pierre Cardinal - Le commissaire
- 1983 : Le Petit Café de Abder Isker
- 1983 : On ne le dira pas aux enfants de Philippe Ducrest
- 1984 : C'est Simon "Simon, Simon" de (?) - Le concierge
- 1985 : L'Impresario de la mort "Madame et ses flics" de Roland-Bernard
- 1985 : Maguy (épisode non défini), divers réalisateurs
- 1986 : Lili, petit à petit - Feuilleton en 26 épisodes de 26 min de Philippe Galardi - Monsieur Mercier
- 1986 : Monte Carlo de Anthony Page - Jean
- 1987 : Salade Russe "Marie-Pervenche" de Claude Boisset
- 1988 : Tel père et fils - Feuilleton en 42 épisodes de 20 min, divers réalisateurs - Pilou

### Au théâtre ce soir
- 1967 : Bon Appétit Monsieur de Gilbert Laporte, mise en scène Fred Pasquali, réalisation Pierre Sabbagh, théâtre Marigny
- 1971 : Cash-Cash d'Alistair Foot et Anthony Marriott, mise en scène Michel Vocoret, réalisation Pierre Sabbagh, théâtre Marigny - Bernard Lockwood
- 1973 : Pétrus de Marcel Achard, mise en scène Jean Le Poulain, réalisation Georges Folgoas, théâtre Marigny - Le commissaire
- 1974 : Les affaires sont les affaires d'Octave Mirbeau, mise en scène Jean Meyer, réalisation Georges Folgoas, théâtre Marigny
- 1975 : Trésor party de Bernard Régnier d'après un roman de Wodehouse, mise en scène Jacques Ardouin, réalisation Pierre Sabbagh, théâtre Édouard VII
- 1975 : Il était une gare de Jacques Deval, mise en scène Jacques Mauclair, réalisation Pierre Sabbagh, théâtre Édouard VII
- 1976 : Sacrés Fantômes de Eduardo De Filippo, mise en scène Jean Michaud, réalisation Pierre Sabbagh, théâtre Édouard-VII
- 1977 : Les Deux Vierges de Jean-Jacques Bricaire et Maurice Lasaygues, mise en scène Robert Manuel, réalisation Pierre Sabbagh, théâtre Marigny
- 1978 : Volpone de Jules Romains et Stefan Zweig d'après Ben Jonson, mise en scène Jean Meyer, réalisation Pierre Sabbagh, théâtre Marigny - Corvino
- 1980 : Décibel de Julien Vartet, mise en scène Max Fournel, réalisation Pierre Sabbagh, théâtre Marigny
- 1981 : Les Pas perdus de Pierre Gascar, mise en scène Jacques Mauclair, réalisation Pierre Sabbagh, théâtre Marigny

## Théâtre
- 1952 : La Maison brûlée d'August Strindberg, mise en scène Frank Sundström, théâtre de Babylone
- 1952 : Cecè de Luigi Pirandello, mise en scène Jacques Mauclair, théâtre de Babylone
- 1952 : Velca de Tullio Pinelli, mise en scène José Quaglio, théâtre de Babylone
- 1954 : La Bande à Bonnot de Henri-François Rey, mise en scène Michel de Ré, théâtre du Quartier Latin
- 1955 : Isabelle et le pélican de Marcel Franck, mise en scène Marc Camoletti, théâtre Edouard VII, théâtre de l'Ambigu
- 1957 : Les Pas perdus de Pierre Gascar, mise en scène Jacques Mauclair, théâtre Fontaine
- 1958 : La Hobereaute de Jacques Audiberti, mise en scène Jean Le Poulain, théâtre du Vieux-Colombier
- 1962 : Flora de Fabio Mauri et Franco Brusati, mise en scène Jules Dassin, théâtre des Variétés
- 1962 : La Venus de Milo, pièce en six tableaux de Jacques Deval, mise en scène Pierre Mondy, Théâtre du Gymnase
- 1964 : Jo de Claude Magnier, mise en scène Jean-Pierre Grenier, théâtre des Nouveautés
- 1964 : Ballade pour un futur de Felix Lützkendorf, mise en scène Jean-Paul Cisife, théâtre des Mathurins
- 1967 : Frédéric de Robert Lamoureux, mise en scène Pierre Mondy, théâtre Edouard VII
- 1969 : Trois Hommes sur un cheval de Marcel Moussy, d'après la comédie de John Cecil Holm et George Abbott, mise en scène Pierre Mondy, théâtre Antoine
- 1969 : Cash-Cash d'Alistair Foot et Anthony Marriott, mise scène Michel Vocoret, théâtre Fontaine
- 1970 : Les Poissons rouges de Jean Anouilh, mise en scène Jean Anouilh & Roland Piétri, théâtre de l'Œuvre
- 1973 : Les affaires sont les affaires d'Octave Mirbeau, mise en scène Jean Meyer, théâtre des Célestins
- 1974 : Les Bienfaits de la culture d'Alexis Nikolaïevitch Tolstoï, mise en scène Jean Meyer, théâtre des Célestins
- 1975 : On ne badine pas avec l'amour de Alfred de Musset, mise en scène Jean Meyer, théâtre des Célestins
- 1975 : La Poudre aux yeux de Eugène Labiche, mise en scène Jean Meyer, théâtre des Célestins
- 1975 : Le Dindon de Georges Feydeau, mise en scène Jean Meyer, théâtre des Célestins
- 1975 : Les Deux Vierges de Jean-Jacques Bricaire & Maurice Lasaygues, mise en scène Robert Manuel, théâtre des Nouveautés
- 1977 : Topaze de Marcel Pagnol, mise en scène Jean Meyer, théâtre des Célestins, théâtre Saint-Georges
- 1978 : Les Plaideurs de Racine, mise en scène Jean Meyer, théâtre des Célestins
- 1978 : Vingt-neuf degrés à l'ombre de Eugène Labiche, mise en scène Jean Meyer, théâtre des Célestins
- 1978 : Boule de Suif d'après Guy de Maupassant, mise en scène Jean Meyer, théâtre des Célestins
- 1979 : Le Menteur de Corneille, mise en scène Jean Meyer, théâtre des Célestins
- 1979 : Le Voyage de monsieur Perrichon et Les Deux Timides de Eugène Labiche, mise en scène Jean Meyer, théâtre des Célestins
- 1979 : L'Avare de Molière, mise en scène Jean Meyer, théâtre des Célestins
- 1980 : Knock de Jules Romains, mise en scène Jean Meyer, théâtre des Célestins
- 1980 : L'Arlésienne de Alphonse Daudet, mise en scène Jean Meyer, théâtre des Célestins
- 1981 : Volpone de Jules Romains et Stefan Zweig d'après Ben Jonson, mise en scène Jean Meyer, théâtre des Célestins
- 1981 : Mademoiselle de Jacques Deval, mise en scène Jean Meyer, théâtre de la Michodière
- 1982 : Le Mariage de Figaro de Beaumarchais, mise en scène Jean Meyer, théâtre des Célestins
- 1982 : Un Amour de Femme, livret et mise en scène Jean Meyer, chansons Michel Rivgauche, musique Gérard Calvi, Théâtre des Célestins
- 1983 : L'École des femmes de Molière, mise en scène Jean Meyer, théâtre des Célestins

## Doublage
Les dates en italique indiquent les sorties initiales des films pour lesquels Jacques Marin a participé aux doublages tardifs ou aux redoublages.

### Cinéma

#### Films
- Roy Kinnear dans (5 films) :
  - La Colline des hommes perdus : Monty Bartlett
  - MI5 demande protection : Adam Scarr
  - Une messe pour Dracula : Weller
  - Les Trois Mousquetaires : Planchet
  - Mon « Beau » légionnaire : Boldini

- Danny DeVito dans (4 films) :
  - À la poursuite du diamant vert : Ralph
  - Le Diamant du Nil : Ralph
  - Balance maman hors du train : Owen
  - La Guerre des Rose : Gavin D'Amato

- Richard Attenborough dans :
  - Les Diables du Désert : Brody
  - La cannonière du Yang-Tsé : Frenchy Burgoyne

- Jack Weston dans :
  - Le Kid de Cincinnati : « Le gros »
  - Cuba : Larry Gutman

Mais aussi :
- 1954 : Sur les quais : un agent de police[Qui ?]
- 1955 : Des pas dans le brouillard : John Jones (Victor Maddern)
- 1956 : Brisants humains : le lieutenant Mike O'Bannion (Charles McGraw)
- 1957 : L'Adieu aux armes : le lieutenant Zimmerman (Eduard Linkers)
- 1957 : Meurtres sur la dixième avenue : l'huissier du tribunal (Gil Frye)
- 1957 : Police internationale : Guido Martinelli (Marne Maitland)
- 1958 : La Blonde et le Shérif : l'ivrogne (Sid James)
- 1958 : Sursis pour un vivant : Thanatos, le démarcheur (Silvio Bagolini)
- 1958 : La Brune brûlante : le barman (Alan Carney)
- 1958 : Bagarres au King Créole : Ralph (Val Avery)
- 1959 : La Belle et l'Empereur : le policier de faction à l'intérieur du bal[Qui ?]
- 1959 : Les 39 Marches : Lowrie (John Grieve)
- 1959 : Ceux de Cordura : 2e classe Wilbur James Renziehausen (Dick York)
- 1960 : L'Histoire de Ruth : le serviteur de Boaz[Qui ?]
- 1960 : Le Paradis des monte-en-l'air : Jelly Knight (David Lodge)
- 1961 : Les Désaxés : le cowboy indélicat (J. Lewis Smith)
- 1961 : Hold-up au quart de seconde : Fatso Bonelli (Romo Vincent)
- 1961 : West Side Story : Glad Hand (John Astin)
- 1961 : Milliardaire pour un jour : Junior (Mickey Shaughnessy)
- 1962 : Trahison sur commande : Fischer (Max Buchsbaum)
- 1962 : Jack le tueur de géants : Diablotin (Don Beddoe)
- 1963 : La Grande Évasion : Archibald Ives (Angus Lennie)
- 1963 : Irma la Douce : André (Paul Dubov)
- 1963 : Le Grand Duc et l'Héritière : le responsable de l'atelier mécanique à lunettes[Qui ?]
- 1964 : Embrasse-moi, idiot : Dr Sheldrake (Mel Blanc)
- 1964 : Quand l'inspecteur s'emmêle : le réceptionniste (Reginald Beckwith)
- 1964 : Becket : un des deux moines de Canterbury[Qui ?]
- 1964 : Deux copines, un séducteur : un badaud[Qui ?]
- 1964 : Le Bataillon des lâches : le sergent Beauregard Davis (Alan Hale Jr.)
- 1965 : Les Quatre fils de Katie Elder (The Sons of Katie Elder) : Hyselman
- 1965 : Première Victoire : le commandant Egan Powell (Burgess Meredith)
- 1965 : La Grande Course autour du monde : Phébus (Marvin Kaplan)
- 1965 : Chère Brigitte : le chauffeur de Taxi (Marcel de la Brosse)
- 1965 : Du suif dans l'Orient-Express : Henry (Charles Regnier)
- 1965 : Les Tueurs de San Francisco : l'employé du bureau de chômage (Henry Leff)
- 1966 : Un mort en pleine forme : Le détective (Tony Hancock)
- 1966 : Le Crépuscule des aigles : le chauffeur du lieutenant Stachel[Qui ?]
- 1966 : La Grande Combine : Maury (Herbie Faye)
- 1966 : Opération Marrakech : le réceptionniste de l'hôtel (Emmil Stemmler)
- 1966 : Duel à la vodka : Honoré (Hans Jürgen Diedrich) et l'employé du train Travnicek (Peter Wehle)
- 1966 : Mes funérailles à Berlin : Aaron Levine (Heinz Schubert)
- 1966 : Le Forum en folie : Hysterium (Jack Gilford)
- 1967 : Les Douze Salopards : Arthur J. Maggott (Telly Savalas)
- 1967 : L'Honorable Griffin : John Brown (Alvy Moore)
- 1967 : Chuka le redoutable : Lou Trent (James Whitmore)
- 1967 : Trois milliards d'un coup : le propriétaire du terrain pour véhicules (Barry Stanton)
- 1967 : Le Point de non-retour : Brewster (Carroll O'Connor)
- 1967 : Le Bal des vampires : l'aubergiste Iona Shagal (Alfie Bass)
- 1967 : Les Monstres de l'espace : l'électricien (Roger Avon), le client du pub réglant le téléviseur (Joseph Greig) et voix secondaires
- 1967 : Fort Bastion ne répond plus : le prospecteur (Roy Jenson)
- 1967 : La Gnome-mobile : Dr Scoggins (Charles Lane)
- 1967 : Trois milliards d'un coup : le propriétaire du parking (Barry Stanton)
- 1968 : Drôle de couple : Vinnie (John Fiedler)
- 1968 : Pancho Villa : l'adjoint du commandant Rodolfo Fierro (José Riesgo)
- 1968 : Le Gang de l'oiseau d'or : Tommy Stroud (Ken Jones)
- 1968 : Chitty Chitty Bang Bang : Sherman, le deuxième espion (Bernard Spear)
- 1969 : La Kermesse de l'Ouest : le maire Haywood Holbrook (Benny Baker)
- 1969 : Prends l'oseille et tire-toi : M. Starwell (Henry Leff)
- 1969 : Le Secret de Santa Vittoria : Fabrizio Vittorini (Leopoldo Trieste)
- 1969 : À l'aube du cinquième jour : l'officier allemand portant des lunettes (Zlatko Madunic)
- 1969 : Reivers : M. Binford (Michael Constantine)
- 1969 : Filles et show business : Johnny (Edward Andrews)
- 1970 : Un nommé Cable Hogue : Samuel Bowen (Strother Martin)
- 1970 : Les Derniers Aventuriers : un civil au palais du président Rojo[Qui ?]
- 1970 : Escapade à New York : un passager (Robert Nichols)
- 1970 : On n'achète pas le silence : le maire (Dub Taylor)
- 1971 : Les Nuits rouges de Harlem : Lt. Vic Androzzi (Charles Cioffi)
- 1971 : Le Dernier Train pour Frisco : Laurent, le coiffeur (Larry J. Blake)
- 1971 : L'Apprentie sorcière : Le capitaine Ainsley Greer (Arthur Gould-Porter) (1er doublage)
- 1971 : Charlie et la Chocolaterie : la voix-off d'un journaliste commentant la Wonka Mania[Qui ?] (1er doublage)
- 1972 : Frenzy : Felix Forsythe (Bernard Cribbins)
- 1972 : Opération clandestine : Le capitaine Pearson (Pat Hingle)
- 1972 : Abattoir 5 : Eliot Rosewater (Henry Bumstead)
- 1973 : L'Arnaque : J.J Singleton (Ray Walston)
- 1973 : L'Homme des Hautes Plaines : Le bottier (John Hillerman)
- 1973 : Un petit Indien (One Little Indian) de Bernard McEveety : le cow-boy (John Flinn)
- 1974 : Sugarland Express : Fred Menges, le pompiste (Michael Santiago)
- 1974 : Conversation secrète : le représentant de la marque Spectre (George Meyer) (1er doublage)
- 1975 : L'Odyssée du Hindenburg : Le capitaine de Police B.F. Farley (Arch Johnson)
- 1977 : Un espion de trop : un client du bar[Qui ?]
- 1977 : MacArthur, le général rebelle : le colonel Courtney Whitney (Dick O'Neill)
- 1977 : Un vendredi dingue, dingue, dingue : l'homme aux rideaux (Al Molinaro)
- 1977 : La Ballade de Bruno : le détenu turc / le cafetier (Ywecsel Topcuguerler)
- 1978 : Sauvez le Neptune : Mickey (Ned Beatty)
- 1978 : Les Oies sauvages : Jock McTaggart (Ronald Fraser)
- 1979 : L'Évadé d'Alcatraz : Wolf (Bruce M. Fischer)
- 1981 : La Salamandre : le général Leporello (Eli Wallach)
- 1986 : Sans issue : Dr Melato (Richard Angarola)
- 1992 : Bruits de coulisses : Sheldon Mowbray / Burglar (Denholm Elliott)

### Téléfilms
- 1971 : Duel : le pompiste (Tim Herbert) (1er doublage)
- 1985 : Meurtre au crépuscule : Sol Kessler (Jerry Hausner)

### Séries télévisées
- 1965-1968 : Papa Schultz : Le général Burkhalter (Leon Askin)
- 1974-1984 : Happy Days : Howard Cunningam (Tom Bosley)

### Dessins animés
- 1969 : Tintin et le temple du soleil : Un savant
- 1973 : Robin des Bois : Le shérif de Nottingham
- 1975 : La flûte à six schtroumpfs : Schtroumpf fête
- 1977 : Mathieu L'Astucieux : Le préfet
- 1979 : Les Fabuleuses Aventures du légendaire baron de Münchhausen : Hercule
- 1982 : Le Secret des Sélénites : Hercule
- 1990 : Le Prince et le Pauvre : l'archevêque

### Séries animées
- 1977 : Rémi sans famille: l'aubergiste de Toulouse

- 1981 : Le tour du monde en 80 jours : Fix
- 1983-1985 : Les Minipouss : Grand-Pa
- 1984 : Sherlock Holmes : Watson
- 1985-1987 : She-Ra, la princesse du pouvoir : Broom & Mantenna